# Ossora
Ossora (en russe : Оссо́ра) est une commune urbaine du kraï du Kamtchatka, dans l'Extrême-Orient russe. Sa population est de 1 935 habitants en 2022. La ville est le chef-lieu du raïon Karaguinski, sur la côte du golfe Karaguinski. Il s'agit de la plus septentrionale des unités urbaines du Kamtchatka, apparue dans les années 1930. Les principales activités économiques de la localité sont la pêche, les conserves et l'aviculture.

## Population
Recensements (*) ou estimations de la population:
| 1959* | 1970* | 1979* | 1989* | 2002* | 2004  |
| ----- | ----- | ----- | ----- | ----- | ----- |
| 2 295 | 2 975 | 3 720 | 4 074 | 2 589 | 2 400 |

| 2005  | 2006  | 2007  | 2008  | 2009  | 2010* |
| ----- | ----- | ----- | ----- | ----- | ----- |
| 2 381 | 2 288 | 2 224 | 2 190 | 2 710 | 2 133 |

| 2012  | 2013  | 2020  | 2021  | 2022  | - |
| ----- | ----- | ----- | ----- | ----- | - |
| 2 117 | 2 094 | 1 922 | 1 937 | 1 935 | - |

## Climat
| Mois                                        | jan.       | fév.       | mars       | avril      | mai        | juin      | jui.      | août      | sep.      | oct.       | nov.       | déc.       | année      |
| ------------------------------------------- | ---------- | ---------- | ---------- | ---------- | ---------- | --------- | --------- | --------- | --------- | ---------- | ---------- | ---------- | ---------- |
| Température minimale moyenne (°C)           | −19,5      | −19,2      | −15,4      | −9,7       | −1,4       | 4,6       | 9,6       | 9,5       | 4,7       | −1,9       | −9,9       | −16,8      | −5,5       |
| Température moyenne (°C)                    | −14,7      | −14,1      | −10,3      | −5,2       | 1,6        | 8,3       | 12,9      | 12,8      | 8,5       | 1,5        | −5,9       | −12,2      | −1,4       |
| Température maximale moyenne (°C)           | −10,4      | −9,4       | −5,7       | −1,3       | 4,6        | 12,4      | 16,8      | 16,3      | 12,2      | 5          | −2,2       | −8,2       | 2,5        |
| Record de froid (°C) date du record         | −41,1 2012 | −40,5 2012 | −40,3 1985 | −29,7 1976 | −16,9 1975 | −4,4 1969 | 2 1976    | −0,9 1993 | −6,1 1955 | −17,4 1977 | −32,2 1992 | −39,4 1994 | −41,1 2012 |
| Record de chaleur (°C) date du record       | 2,8 1956   | 2,5 1993   | 2,7 1988   | 10 1962    | 18,6 2019  | 28,3 1973 | 29,2 1981 | 26,3 2009 | 24 2017   | 14,4 1990  | 7,3 2003   | 3,4 1966   | 29,2 1981  |
| Précipitations (mm)                         | 48         | 41         | 58         | 37         | 45         | 43        | 49        | 87        | 75        | 77         | 66         | 47         | 673        |
| Record de pluie en 24 h (mm) date du record | 34 1975    | 29 1966    | 37 1999    | 31 2013    | 89 2019    | 58 2005   | 59 2021   | 90 1969   | 53 1969   | 56 2012    | 45 2003    | 29 1970    | 90 1969    |

| Diagramme climatique                                  |             |             |            |           |           |           |           |           |         |            |             |
| J                                                     | F           | M           | A          | M         | J         | J         | A         | S         | O       | N          | D           |
| −10,4−19,548                                          | −9,4−19,241 | −5,7−15,458 | −1,3−9,737 | 4,6−1,445 | 12,44,643 | 16,89,649 | 16,39,587 | 12,24,775 | 5−1,977 | −2,2−9,966 | −8,2−16,847 |
| Moyennes : • Temp. maxi et mini °C • Précipitation mm |             |             |            |           |           |           |           |           |         |            |             |